# Alpenschaumzikade
Alpenschaumzikaden (Aphrophora major, Syn.: Aphrophora alpina Melichar, 1900) sind Rundkopfzikaden (Cicadomorpha) aus der Familie der Schaumzikaden (Aphrophoridae). Kennzeichnendes Merkmal der Familie ist, dass ihre Larven in selbst erzeugten Schaumnestern leben. Dieser sogenannte „Kuckucksspeichel“ (engl. „cuckoo-spit“), regional auch als „Hexenspucke“ bezeichnet, findet sich häufig auf Wiesen an Gräsern und krautigen Pflanzen. Die Alpenschaumzikade ist die größte mitteleuropäische Schaumzikadenart und kann bis zu 12,5 Millimeter Körperlänge erreichen.

## Beschreibung
Die Alpenschaumzikade ist in der Grundfärbung dunkelbraun, seltener kommen auch hell braune Varianten vor. Die Vorderflügel sind fein behaart, derb-ledrig und mit zahlreichen Punktgruben besetzt, sie sind etwa dreimal so lang wie breit. Charakteristisch für die Art ist ein kleiner, heller Fleck mittig auf der Medianader, oft sind außerdem ein bis zwei dunklere Flecken oder ein dunkles Längsband vorhanden. Das Schildchen (Scutellum) und das Pronotum sind flach. Die Körperform ist im Umriss schlank länglich-oval und spitz zulaufend. Alpenschaumzikaden erreichen (in Mitteleuropa) Körperlängen zwischen 10,6 und 12,6 Millimeter, wobei die Weibchen meist etwas größer sind als die Männchen und mindestens 11 Millimeter Körperlänge erreichen (ostasiatische Tiere können etwas größer werden). Sie sind damit etwas größer als die anderen europäischen Arten der Gattung. Kopf und Pronotum der Alpenschaumzikade tragen mittig einen markanten Längskiel. Der Kopf ist in Aufsicht dreieckig und viermal so breit wie lang, er ist über den Augen ein wenig breiter als der Vorderrand des Pronotum. Die mit dem Kopfschild verschmolzene Stirnplatte (Frontoclypeus) ist von vorn und seitlich betrachtet mehr oder weniger blasenförmig vorgewölbt und beinhaltet die Saugpumpe, wie alle Zikaden verfügen auch Alpenschaumzikaden über einen Saugrüssel zur Nahrungsaufnahme. Für eine sichere Artbestimmung ist, wie bei den meisten Zikaden, die Gestalt der männlichen Begattungsorgane zu untersuchen. Bei der Art ist die äußere Ecke des Stylus stumpf, der Aedeagus ist von oben gesehen breit und kurz, auch er endet stumpf.

## Lebensweise
Die Alpenschaumzikaden sind sogenannte Stratenwechsler. Die erwachsenen Tiere leben an Gehölzen meist Weiden (Salix) oder Birken (Betula). Die Larven leben dagegen in den Kraut- und Strauchschichten in charakteristischen Schaumballen.

### Ernährung
Die meisten Zikadenarten sind auf bestimmte Nährpflanzen beschränkt. Alpenschaumzikaden sind dagegen polyphag, das heißt, sie nutzen mehrere Pflanzengattungen oder -familien. Nährpflanzen der erwachsenen Tiere sind vor allem Birken und Weiden. Jene der Larven sind nicht genau bekannt. Angegeben werden für Bayern Schilf (Phragmites) und Läusekraut (Pedicularis), für Japan auch Beifuß (Artemisia).

### Fortpflanzung und Entwicklung
Die Männchen der Alpenschaumzikaden sind, wie alle Zikadenmännchen und manchmal auch die Weibchen, in der Lage, (für den Menschen unhörbare) Gesänge zu produzieren. Diese werden durch spezielle Trommelorgane (Tymbalorgane), die sich an den Seiten des 1. Hinterleibssegmentes befinden, erzeugt. Durch Zug eines kräftigen Singmuskels werden die Membranen der Trommelorgane in Schwingungen versetzt. Das Geräusch wird durch Eindellen (Muskelzug) und Zurückspringen (Eigenelastizität) erzeugt. Bei Aphrophora major handelt es sich um einen jeweils etwa 4 bis 6 Sekunden anhaltenden Schrillton (Phrase), der durchgehend vorgetragen und nicht rhythmisch in einzelne Silbenelemente gegliedert ist. Er ist gegenüber anderen im selben Lebensraum vorkommenden Arten der Gattung artspezifisch verschieden.
Die erwachsenen Tiere leben zwischen Mitte Juli und Ende September. Zur Eiablage wandern die Weibchen in die Krautschicht. Die Eier überwintern und im folgenden Frühjahr schlüpfen die Larven. Alpenschaumzikaden bilden nur eine Generation im Jahr, sie sind univoltin. Die Entwicklung der Larven erfolgt über fünf Stadien, wobei sich mit zunehmendem Alter die Anlagen für die Organe des erwachsenen Tieres (Flügel, Genitalarmatur) bilden und vergrößern. Die Larven leben eingehüllt in einem Schaumnest an Stängeln und Blättern krautiger Pflanzen.

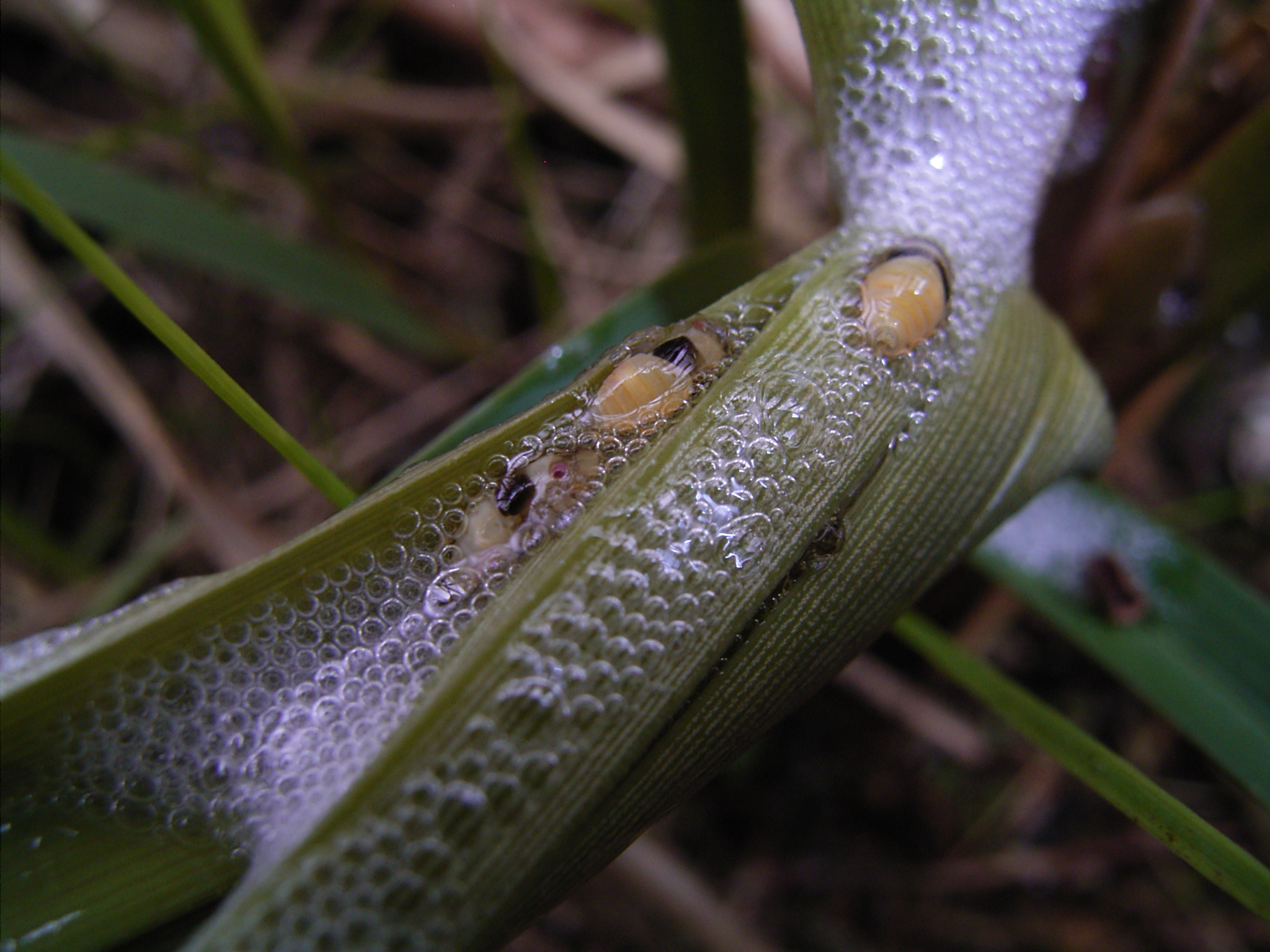
Larven der Alpenschaumzikade (Aphrophora major) im Schaumnest.

## Verbreitung und Lebensräume

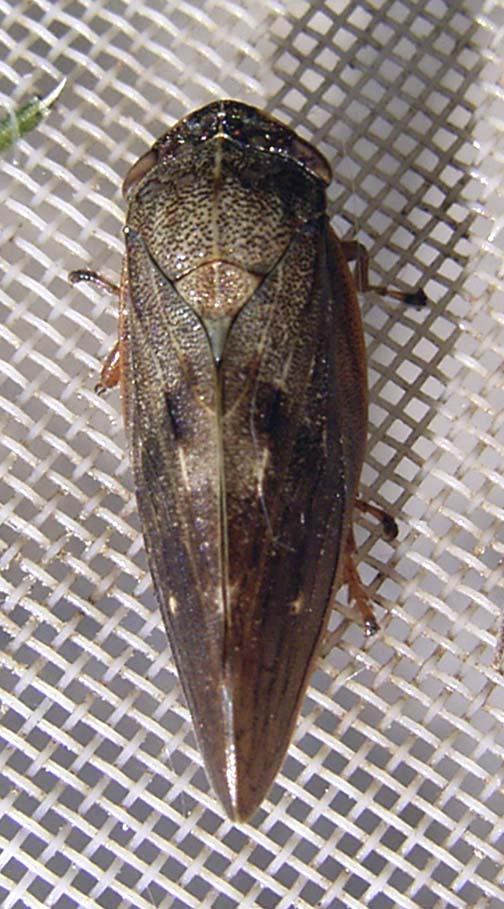
Alpenschaumzikade (Aphrophora major) mit charakteristischer Zeichnung der Vorderflügel

Die Alpenschaumzikade ist sibirisch verbreitet. In Mitteleuropa kommt sie nur an kühleren Standorten vor. Sie ist in Europa in England, Irland, Niederlande, Frankreich, Deutschland, Schweiz, Österreich, Italien, Tschechien, Polen, Zentral und Nord Russland, Ukraine, in Teilen des Balkan nachgewiesen, fehlt aber in Skandinavien. Ein zweites, disjunktes (getrenntes) Verbreitungsgebiet umfasst Japan (Hokkaido, Honshu, Shikoku, Kyushu), die Kurilen, Korea, die Mandschurei, die Insel Sachalin und den Fernen Osten Russlands (Region Primorje). In Deutschland lebt die Art im bayerischen Alpenvorland südlich der Donau, im Bayerischen Wald und in Mooren der nordwestdeutschen Tiefebene, in den Regionen dazwischen ist sie extrem selten oder ganz fehlend. Sie erreicht im Gebirge 850 Meter Meereshöhe.
Alpenschaumzikaden besiedeln vorwiegend gehölzreiche, feuchte bis nasse, kühle anmoorige Feuchtbiotope. Sie leben entlang von Waldrändern, überwiegend aber in Nieder- und Zwischenmooren sowie am Rand von Hochmooren.

## Gefährdung und Schutz
Die Alpenschaumzikade genießt keinen gesonderten gesetzlichen Schutz. In Deutschland wird sie jedoch in der Roten Liste als stark gefährdet eingestuft. Gefährdungsursachen sind in erster Linie in der Zerstörung ihrer Lebensräume durch Entwässerungen und Inkulturnahme von Moorgebieten zu sehen.

## Arten der GattungAphrophorain Europa
In Europa existieren sechs Arten der Gattung Aphrophora. In Deutschland kommen fünf vor.